# Atrytone arogos
Atrytone arogos là một loài bướm ngày thuộc họ Hesperiidae. Nó được tìm thấy ở isolated colonies ở Georgia peninsular Florida, the Gulf Coast, đông nam North Dakota và central Minnesota phía nam đến miền nam Texas và the Colorado front range. Strays are found up tới miền tây Virginia, miền bắc Arkansas và Illinois.

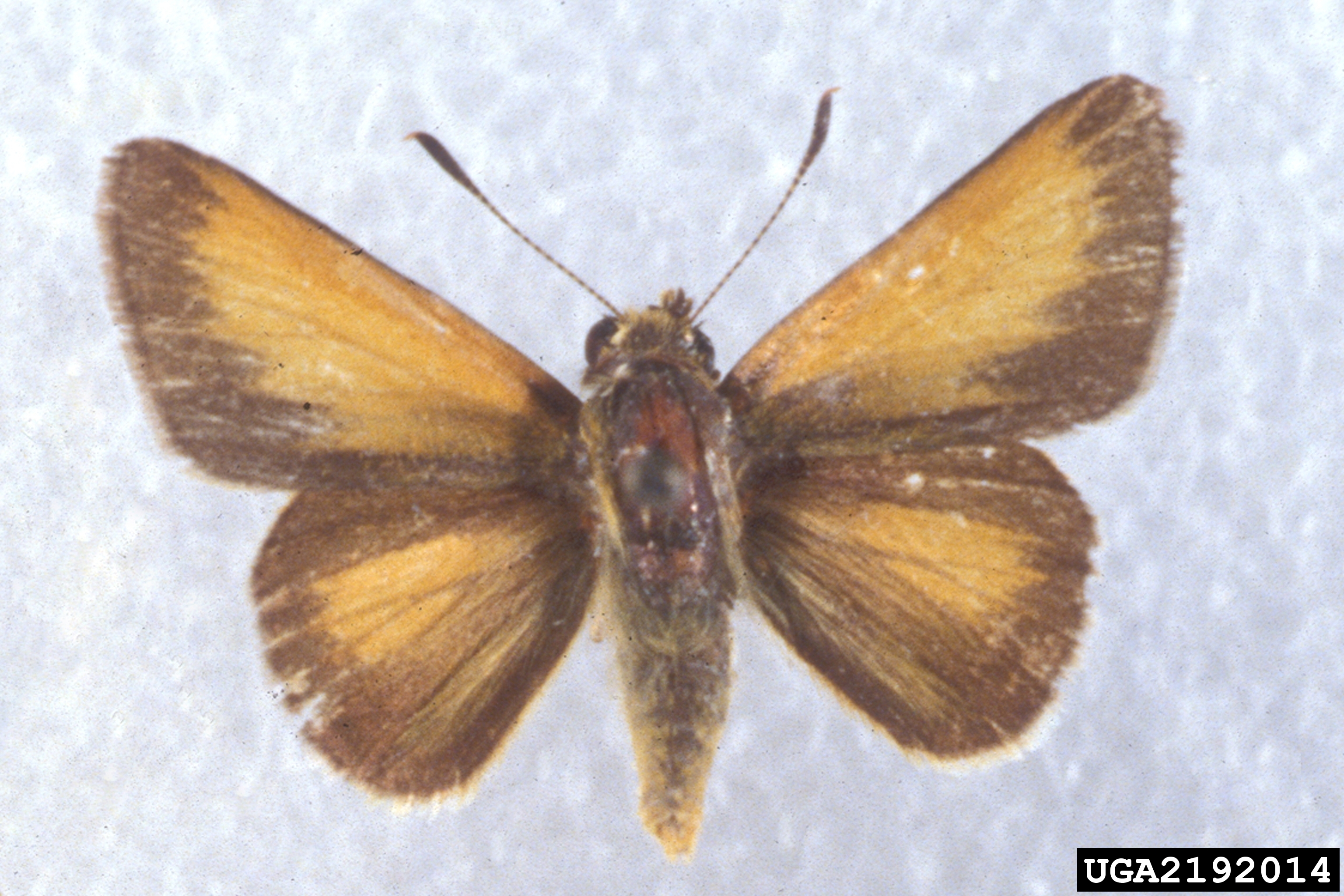

Sải cánh dài 29–37 mm. There is one generation Cá thể trưởng thành mọc cánh từ tháng 6 đến tháng 7 in phía bắc và west. In phía nam there are two generations Cá thể trưởng thành mọc cánh từ tháng 4 đến tháng 9.
Ấu trùng ăn Andropogon gerardi, Panicum, Calamovilfa brevipilis và các loại cỏ khác. Con trưởng thành ăn mật hoa.

## Phụ loài
- Atrytone arogos arogos
- Atrytone arogos iowa